# چربی ترانس

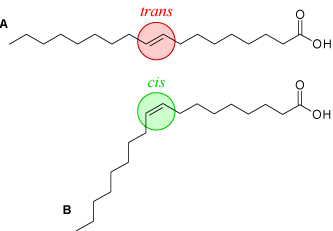
ساختار های سیس و ترانس

چربی ترانس یک نام عمومی برای چربی‌های غیراشباعی است که دارای اسید(های) چرب ترانس-ایزومر (E-isomer) هستند.
اسیدهای چرب اشباع نشده براساس شکل فضایی خود دارای دو فرم سیس (cis) و ترانس (trans) هستند. از آنجایی که واژه اشاره دارد به پیوند‌های مضاعف کربن-کربن می‌توان گفت که چربی‌های ترانس، گاهی چربی تک‌غیراشباع (Monounsaturated fat) و گاهی چربی چندغیراشباع (Polyunsaturated fat) هستند، اما هیچگاه چربی اشباع نیستند.

## پراکندگی

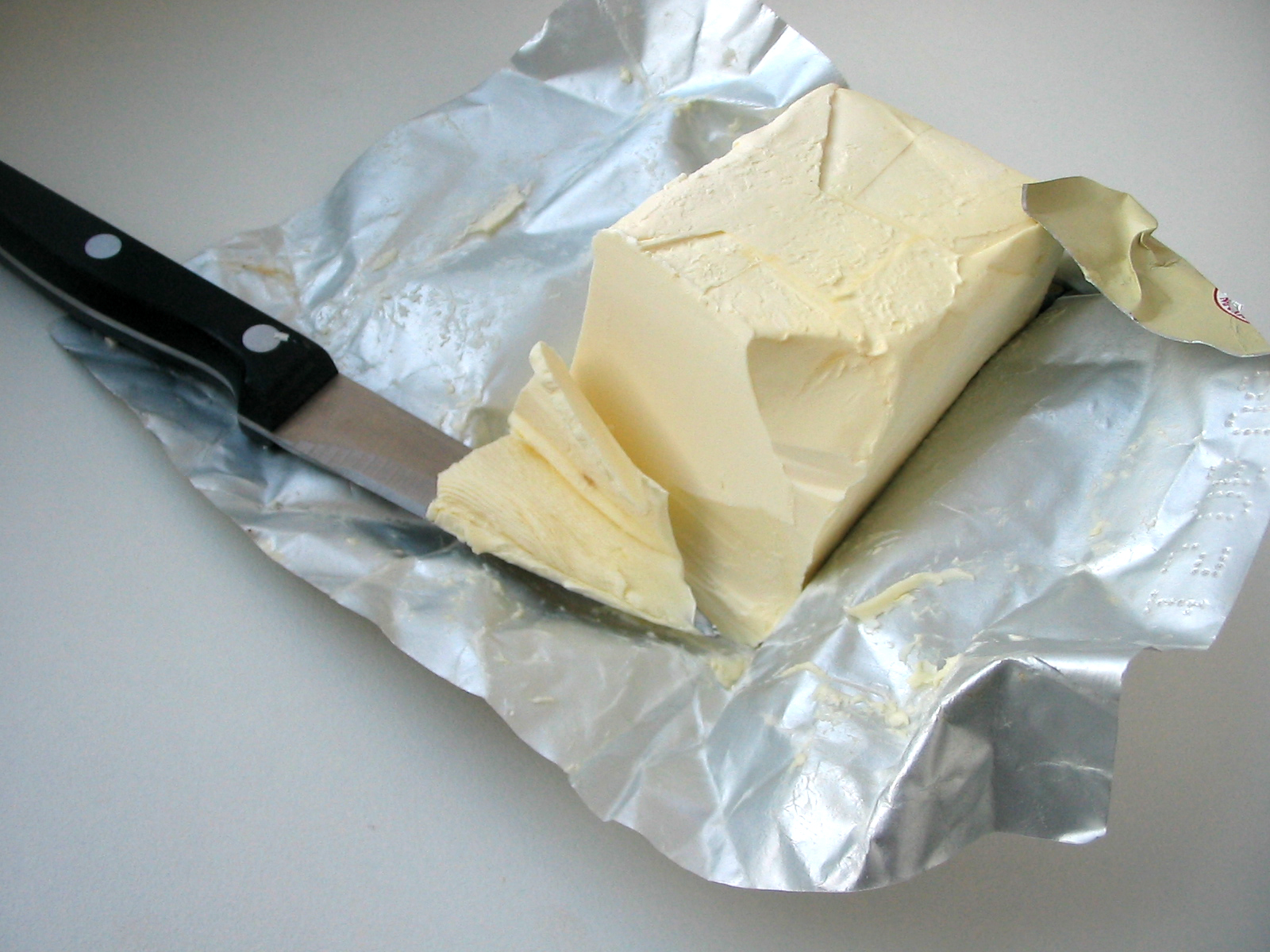
کره مارگارین حاوی اسید های چرب ترانس

چربی‌های ترانس در طبیعت نیز یافت می‌شوند. مقدار کمی چربی ترانس به طور طبیعی و عمدتا در غذاهای با منبع حیوانی یافت می‌شود مانند کره، گوشت، شیر وخامه . اما در اغلب موارد در هنگام فرآوری اسیدهای چرب چندغیراشباع در تولید مواد غذایی (اسید های چرب اشباع مانند روغن نباتی جامد) ایجاد می‌شوند. بین چربی ترانس طبیعی و چربی ترانس صنعتی تمایز وجود دارد. 
چربی ترانسی که به طور طبیعی و طی واکنش آنزیمی ایجاد می‌شود عموماً برای بدن انسان مفید است، در حالیکه چربی ترانسی مصنوعی که توسط عوامل فیزیکی نظیر حرارت یا فشار تولید می‌شوند معمولاً مشکلات مختلفی را برای اعضای بدن انسان ایجاد کنند.
اغلب چربی‌های ترانس به صورت مصنوعی و هنگامی که تولیدکنندگان روغن‌های مایع را به روغن‌های جامد مانند روغن شیرینی‌پزی یا مارگارین جامد بدل می‌کنند تشکیل می‌شوند. 
مصرف چربی‌های ترانس مصنوعی خطر ابتلا به بیماری کرونر قلبی را افزایش می‌دهد. تحقیقات نشان می‌دهد که چربی‌های ترانس مصنوعی، این کار را از طریق بالا بردن سطح کلسترول بد (کلسترول LDL) و پایین آوردن سطح کلسترول خوب (کلسترول HDL) انجام می‌دهند.